# Ulpianus (rétor)
Ulpianus (4. század) római rétor
Nem tévesztendő össze Domitius Ulpianusszal. A szíriai Emesában született, I. Constantinus uralkodásának ideje alatt működött. Számos retorikai munkát írt, valamint scholionokat készített Démoszthenész beszédeihez, amely jegyzetei eredeti alakjukban nem maradtak fenn.